# Redfieldiiformes
I redfieldiiformi (Redfieldiiformes) sono un gruppo di pesci ossei estinti, appartenenti agli attinotterigi. Vissero tra il Triassico inferiore e il Giurassico inferiore (circa 250 - 190 milioni di anni fa) e i loro resti fossili sono stati ritrovati in Nordamerica, Sudamerica, Australia, Africa, Asia e forse Madagascar ed Europa.

## Descrizione
Questi pesci possedevano un corpo fusiforme, una testa con grandi occhi e una bocca posta in posizione terminale. La coda era dotata di due lobi quasi identici (in alcuni casi il lobo inferiore era leggermente più ampio o allungato di quello superiore). La scatola cranica ricordava quella degli arcaici paleonisciformi, con una fessura aperta otico-occipitale e una faccetta iomandibolare quasi verticale. L'osso parasfenoide era corto, con processi ascendenti ben sviluppati. In alcune forme, l'area del vomere era ricoperta da piastre dentarie allungate e appaiate. Come molti attinotterigi arcaici, anche i redfieldiiformi erano dotati di scaglie ricoperte da ganoina.
Le caratteristiche che distinguevano i redfieldiiformi da altri pesci ossei arcaici erano numerose: una particolare forma delle premascelle, ossa rostrali e postrostrali separate, un osso adnasale tra la premascella e il demosfenotico, una singola narice esterna circondata da premascella, ossa nasali, rostrali e adnasali, un'orbita circondata anteriormente da adnasale e premascella, la presenza di un osso antopercolare e i branchiostegali ridotti a una o due ossa a forma di piastra.

## Classificazione
L'ordine Redfieldiiformes è stato istituito da Berg nel 1940 per accogliere alcune forme di piccoli pesci triassici e di inizio Giurassico, di piccole dimensioni e dalle caratteristiche intermedie tra quelle degli arcaici paleonisciformi e dei più derivati perleidiformi.
Attualmente i redfieldiiformi sono considerati un gruppo monofiletico, ma le loro parentele con altri gruppi di pesci triassici e giurassici non sono ben chiare. In ogni caso, sembra che i redfieldiiformi fossero un clade di attinotterigi non includibile nei Neopterygii; è possibile che all'interno dei Redfieldiiformes fossero presenti due famiglie (Brookvaliidae e Redfieldiidae), ma la distinzione tra le due non è stata del tutto chiarita. Tra le forme più note si ricordano Brookvalia, Atopocephala, Synorichthys e Redfieldius, l'ultimo a scomparire nel Giurassico inferiore. Altre forme di pesci ossei arcaici, come Igornichthys del Permiano inferiore, sembrerebbero preannunciare per alcune caratteristiche forme come Brookvalia. Un'altra forma forse appartenente ai redfieldiiformi è Pacorichthys.

### Tassonomia

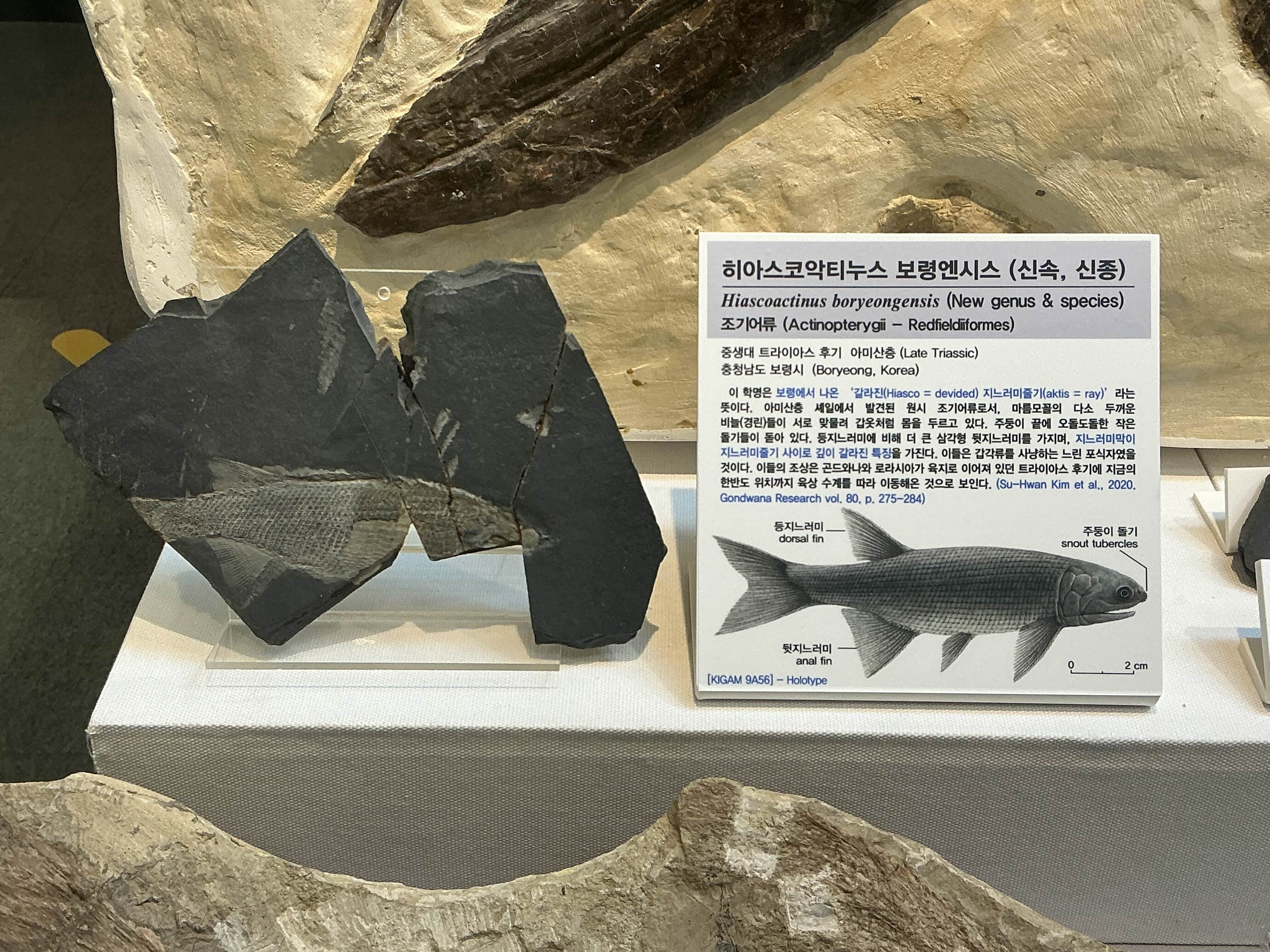
Fossile e ricostruzione di Hiascoactinus

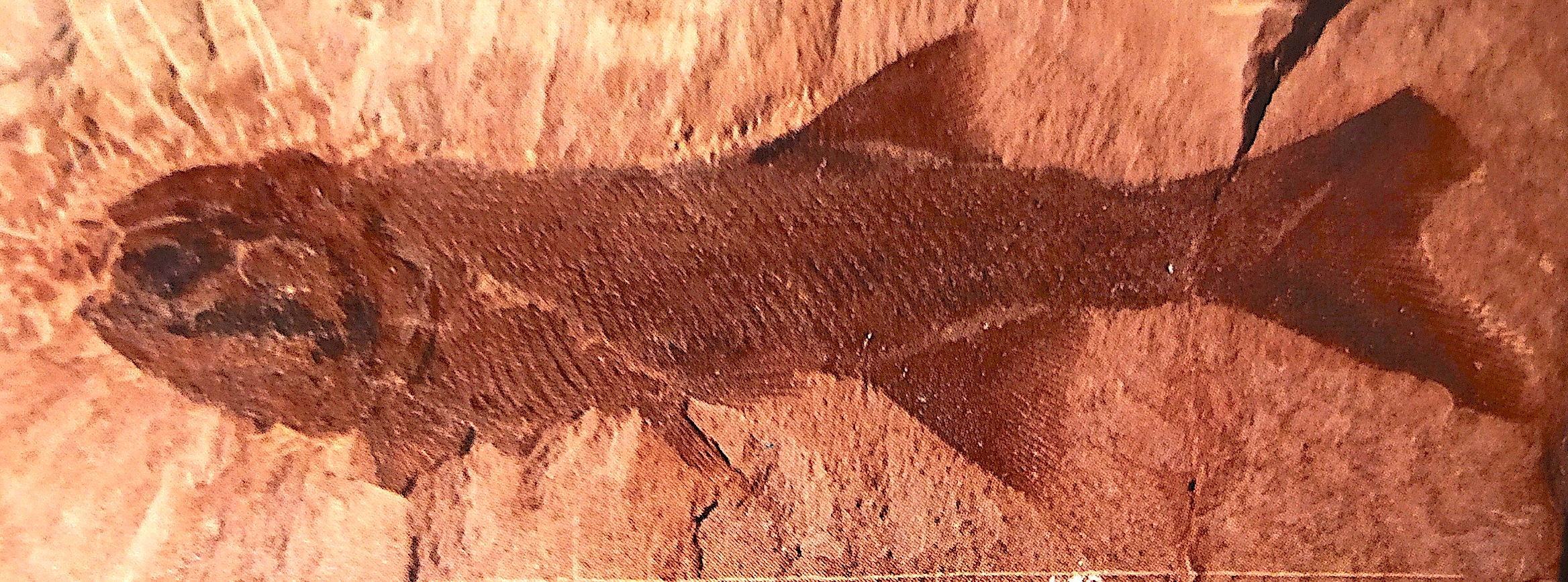
Fossile di Brookvalia gracilis

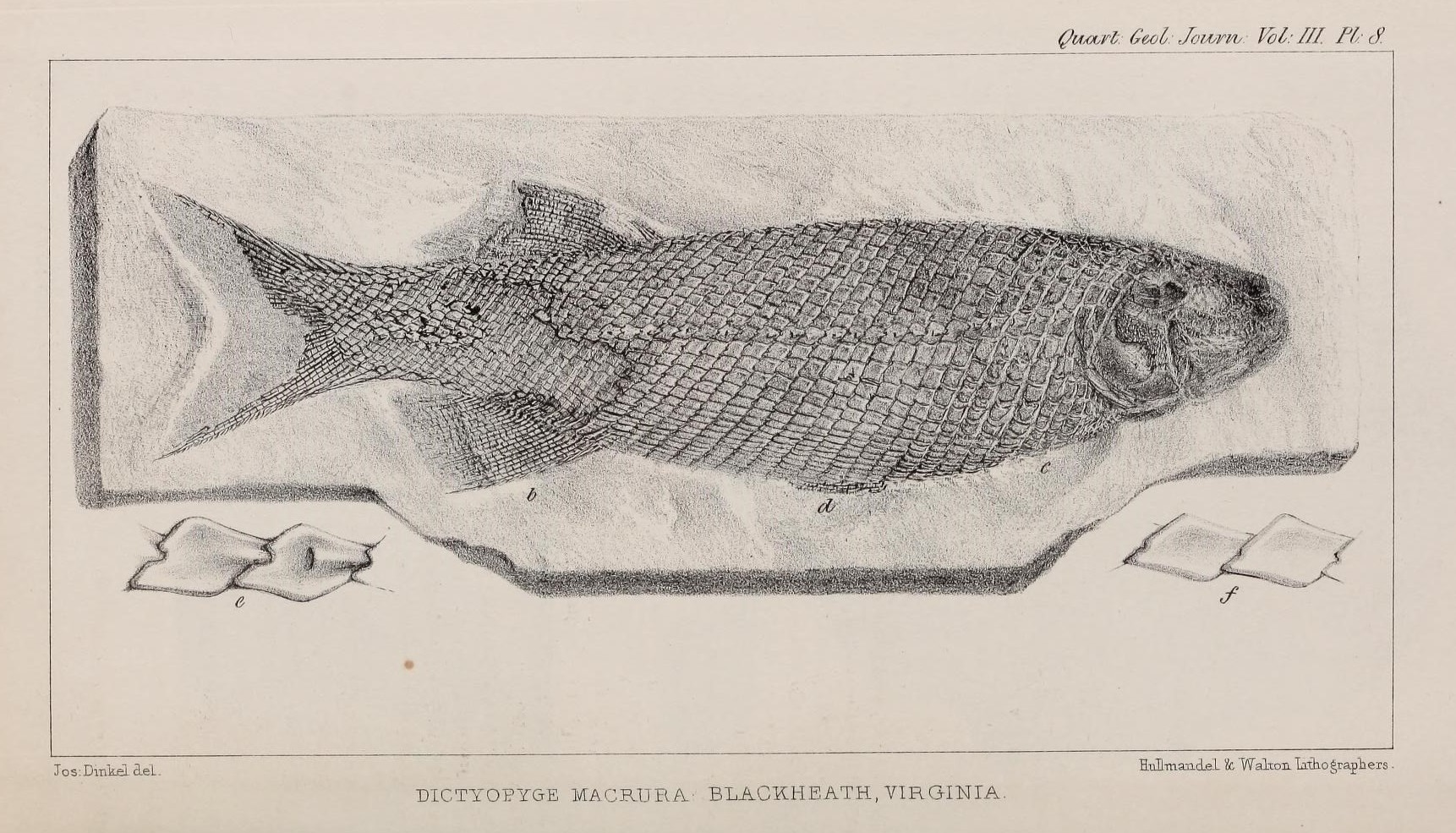
Illustrazione di un fossile di Dictyopyge macrura

- Ordine Redfieldiiformes
  - Calaichthys
  - Denwoodichthys?
  - Endemichthys?
  - Helichthys
  - Hiascoactinus
  - Pacorichthys?
  - Sakamenichthys?
  - Sinkiangichthys (nomen dubium)?
  - Famiglia Brookvaliidae
    - Atopocephala
    - Brookvalia
    - Ischnolepis
    - Phlyctaenichthys
    - Schizurichthys

  - Famiglia Redfieldiidae
    - Cionichthys
    - Daedalichthys
    - Dictyopyge
    - Geitonichthys
    - Lasalichthys
    - Synorichthys
    - Mauritanichthys
    - Molybdichthys
    - Redfieldius